# Espace Bernadette-Soubirous-Nevers
Pour les articles homonymes, voir Saint Gildard et Sœurs de la charité de Nevers.
L’espace Bernadette-Soubirous-Nevers (antérieurement l’abbaye Saint-Gildard) est un site de pèlerinage autour de sainte Bernadette dans la Nièvre. Il s'agit à la fois d'un centre spirituel, d'un lieu de retraite mais également d’échanges et de rencontres.

## Historique
La congrégation des Sœurs de la charité de Nevers se reconstitue au XIXe siècle et l'affluence des novices induit la nécessité d'utiliser des locaux plus vastes ; l'évêque Dominique-Augustin Dufêtre propose la construction d’un nouveau bâtiment à l'emplacement d'un ancien prieuré situé sur une colline à proximité de la ville, dont il ne reste que les ruines d’une église occupées par un pressoir.
L'existence du prieuré est attestée à la fin du VIIe ou au début du VIIIe siècle : initialement consacré à saint Loup, probablement Loup de Troyes, un diacre qui avait converti le seigneur de La Charité-sur-Loire. Le nom de saint Gildard est ensuite associé à celui de saint Loup : saint Gildard était un prêtre dont le comportement avait particulièrement édifié ses paroissiens de Lurcy-le-Bourg. Après sa mort son corps aurait été transféré dans l’église du prieuré et les miracles s’y seraient multipliés attirant une foule nombreuse. Le seul nom de saint Gildard est ensuite demeuré pour désigner l’abbaye, située à un kilomètre de l'enceinte de la ville sur un plateau à vignobles.
Est ainsi édifié à cet endroit au milieu du XIXe siècle ce qui devient la maison mère des Sœurs de la charité de Nevers et le noviciat associé : les nouveaux bâtiments sont bénis en juillet 1856 et la communauté s’y installe.
Née à Lourdes en 1844, Bernadette Soubirous est âgée de 14 ans lorsque la Sainte Vierge lui apparaît à la grotte de Massabielle, située dans son village natal. Huit ans plus tard, le 7 juillet 1866, afin de réaliser son désir de vie religieuse, Bernadette arrive à Saint-Gildard chez les Sœurs de la charité de Nevers qu’elle a connues à l’hospice de Lourdes. Pendant treize ans, Bernadette reste à Nevers et se voue totalement aux autres. Elle y meurt le 16 avril 1879 et son corps est enseveli dans l'oratoire de la chapelle Saint-Joseph.
Une grotte est également érigée en 1884, cinq ans après la mort de Bernadette, à la demande de mère Marie-Thérèse Vauzou, alors supérieure générale et qui fut maîtresse des novices de Bernadette. Elle est construite sur le modèle de la « grotte des Apparitions » à Lourdes. Une pierre extraite de la grotte de Massabielle à Lourdes est accrochée sur son rocher.
En 1925, année de sa béatification, le corps découvert intact de la bienheureuse Bernadette est exhumé et placé à l'intérieur d'une châsse en verre et en bronze, installée dans une autre chapelle de l’abbaye dédiée au Sacré-Cœur. Le 8 décembre 1933, l’Église catholique la proclame « Sainte ».
Un musée est également ouvert à Saint-Gildard en 1958, année du centenaire des Apparitions, pour permettre aux pèlerins de découvrir la vie de Bernadette.
Le noviciat subsiste jusque vers les années 1970. La décision est alors prise de transformer la maison afin qu’elle devienne un lieu d’accueil pour les pèlerins qui viennent se recueillir auprès de Bernadette.

## Les lieux
L'espace Bernadette se compose de plusieurs lieux :
- la chapelle Saint-Joseph dans les jardins de l’abbaye, où Bernadette avait initialement été inhumée ;
- la chapelle Saint-Gildard dédiée au Sacré-Cœur, où repose désormais le corps de Bernadette, placé dans une châsse ;
- le bâtiment principal de l’abbaye ;
- la grotte ;
- le musée ;
- les jardins.

### La chapelle Saint-Joseph
Quand Bernadette meurt en 1879, son corps est enseveli dans la chapelle Saint-Joseph, située au cœur des jardins.

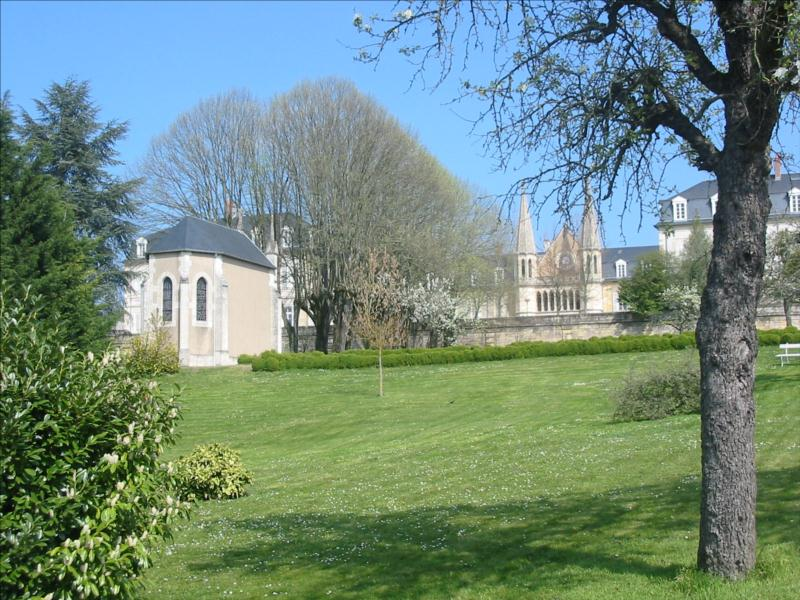
L'arrière de la chapelle Saint-Joseph.
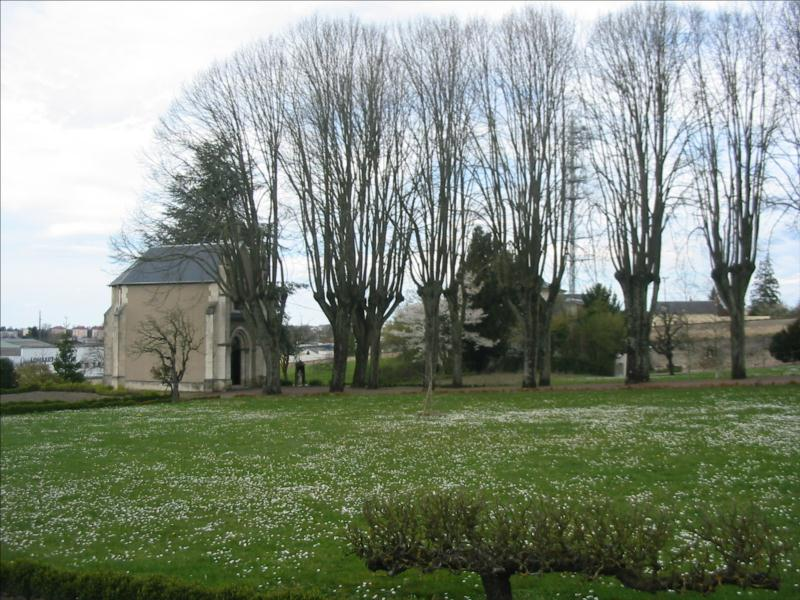
La chapelle Saint-Joseph.
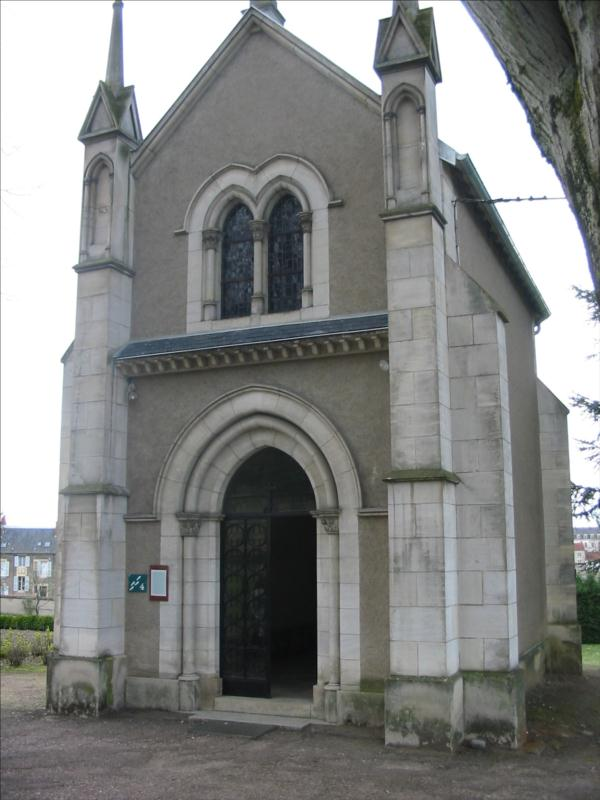
L'entrée de la chapelle Saint-Joseph.
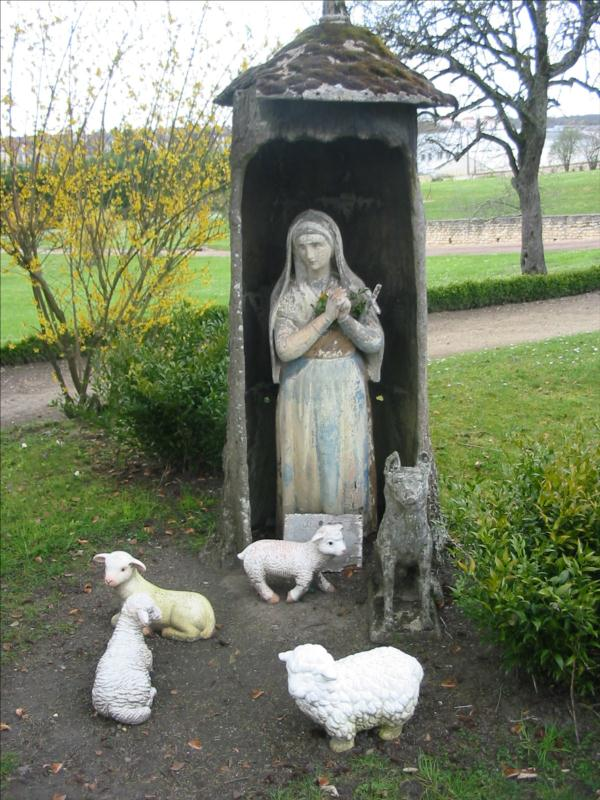
À côté de la chapelle Saint-Joseph, une statue de bergère et ses agneaux.
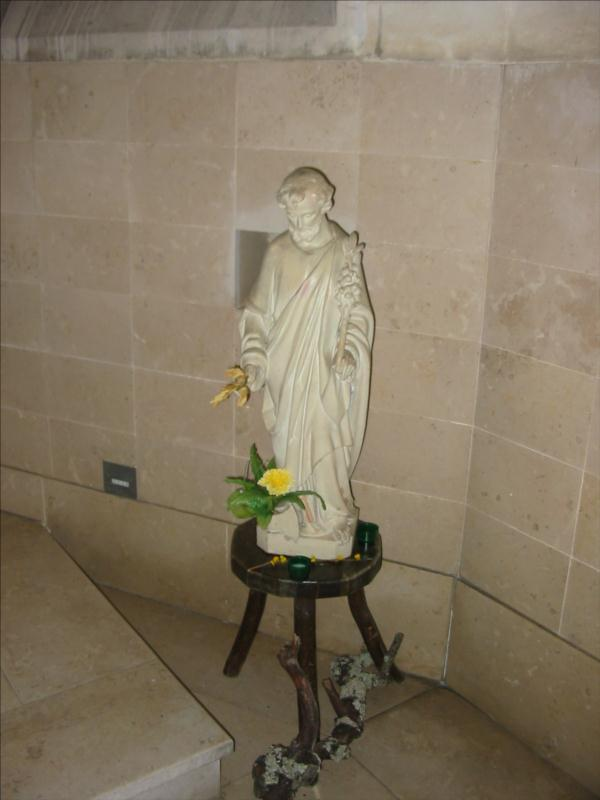
Statue de saint Joseph.
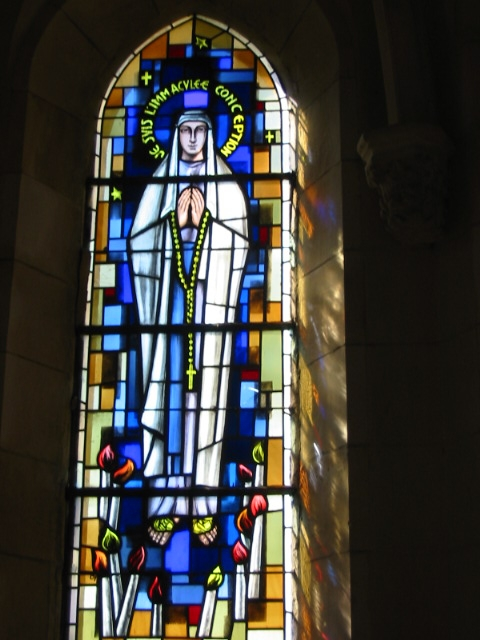
Vitrail de la chapelle.

### La chapelle Saint-Gildard dédiée au Sacré-Cœur
En 1925, année de sa béatification, le corps de Bernadette est placé à l'intérieur d'une châsse en verre et en bronze, dans la chapelle dédiée au Sacré-Cœur.

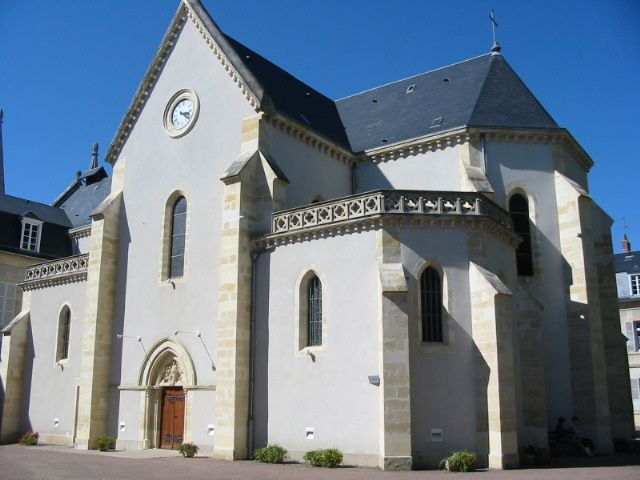
L'entrée de la chapelle du Sacré-Cœur.
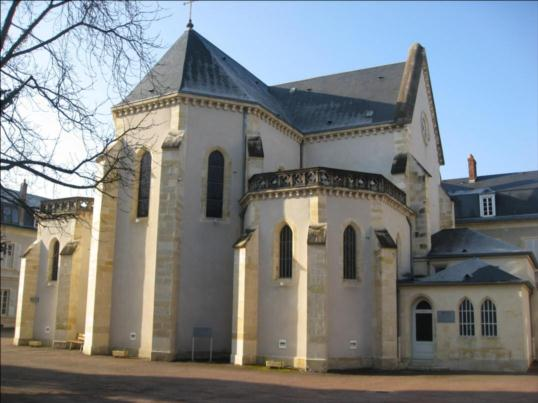
Vue extérieure du chœur de la chapelle.

### Le bâtiment principal et son fronton
Parmi les bâtiments de l'espace Bernadette, le bâtiment principal contient un fronton, face à l'ancienne entrée, où est inscrit Deus Charitas Est (« Dieu est charité «).

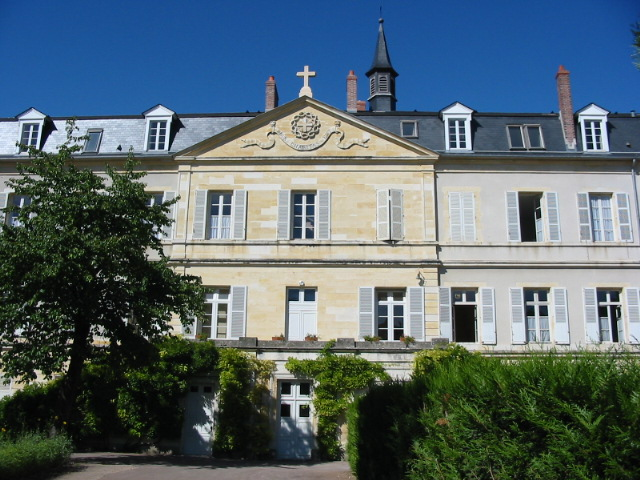
Le bâtiment principal.
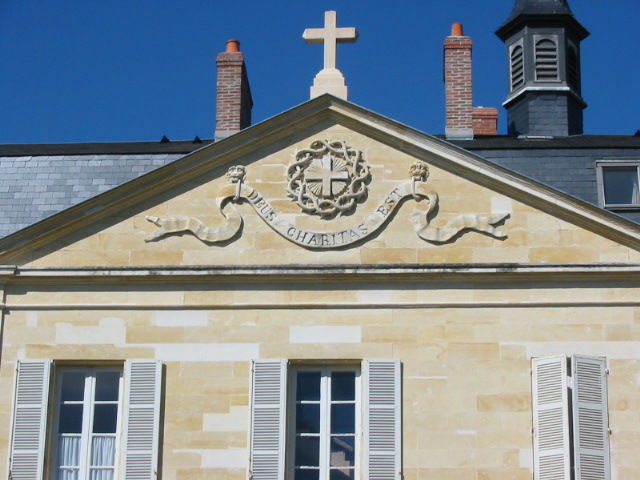
Le fronton.

### La grotte
Une grotte est érigée en 1884, cinq ans après la mort de Bernadette, à la demande de mère Marie-Thérèse Vauzou, alors supérieure générale et qui fut maîtresse des novices de Bernadette. Elle est construite sur le modèle de la grotte de Massabielle à Lourdes, d'où une pierre de cette dernière a été prélevée pour être rapportée à Nevers et accrochée au rocher de cette grotte reconstituée.

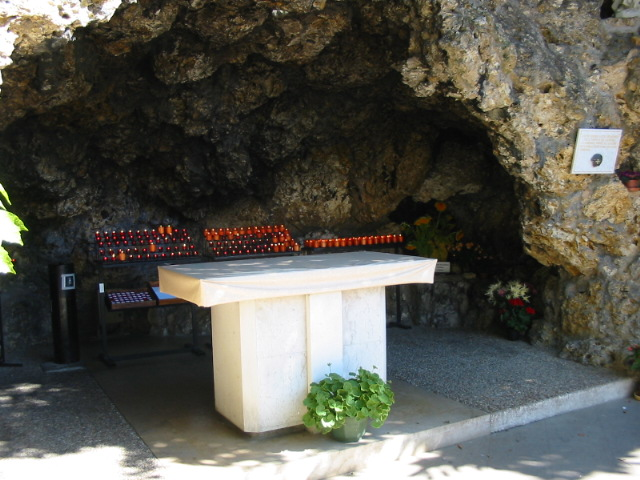
La grotte.
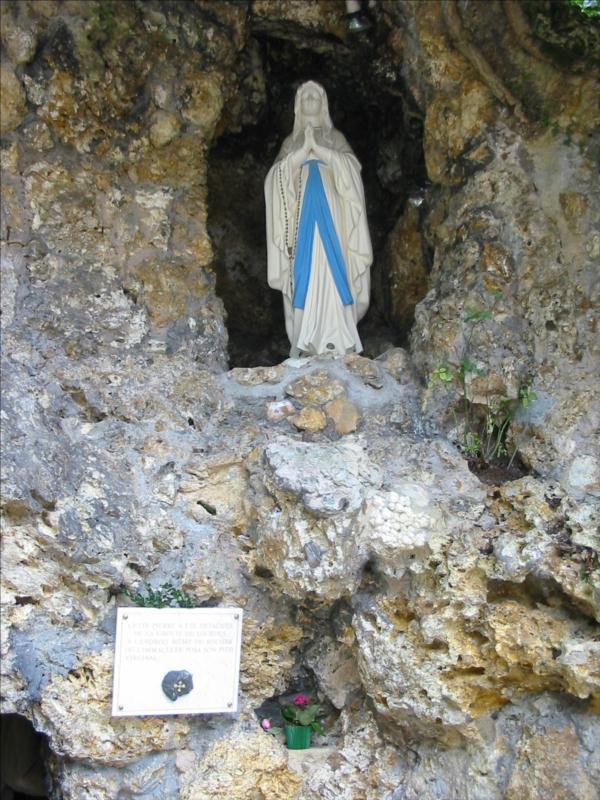
Statue de la Vierge, telle qu'elle est apparue à Bernadette.
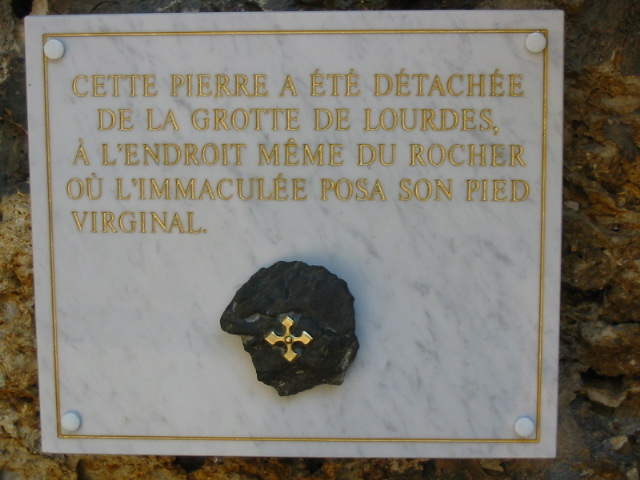
La pierre du rocher issue de la grotte de Massabielle à Lourdes.

### Le musée
Un musée est ouvert en 1958, année du centenaire des Apparitions, pour permettre aux pèlerins de découvrir la vie de Bernadette.

### La statue de sainte Bernadette
Une statue représentant sainte Bernadette, œuvre de Louis Richomme (en religion frère Marie-Bernard), est érigée au cœur de l'espace Bernadette, au centre du musée, de la grotte et de la chapelle Saint-Gildard.

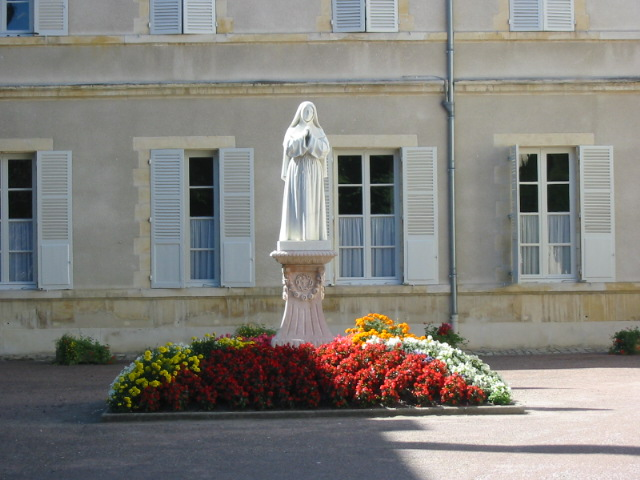
La statue de Bernadette.

### Les jardins
Bernadette aimait se promener dans les grands jardins de Saint-Gildard.

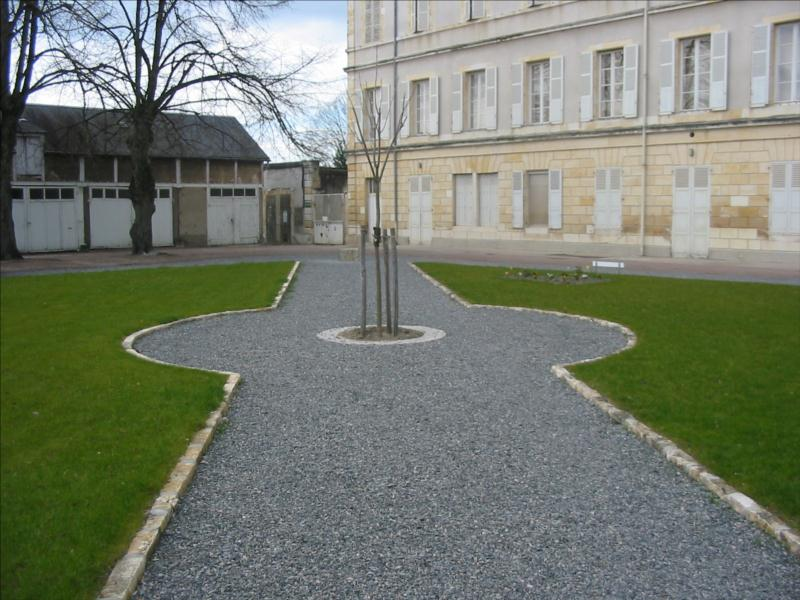
Le chemin menant aux jardins, passant devant le fronton.
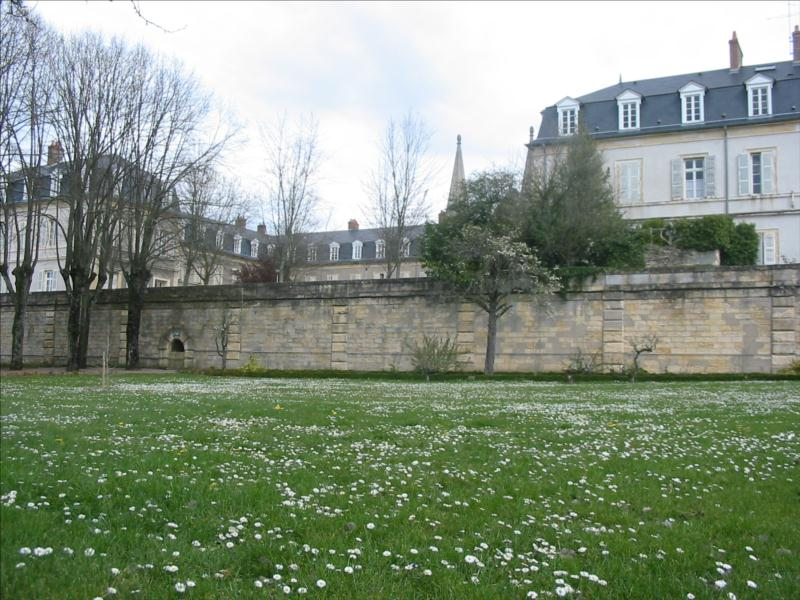
Une vue des bâtiments, depuis les jardins.
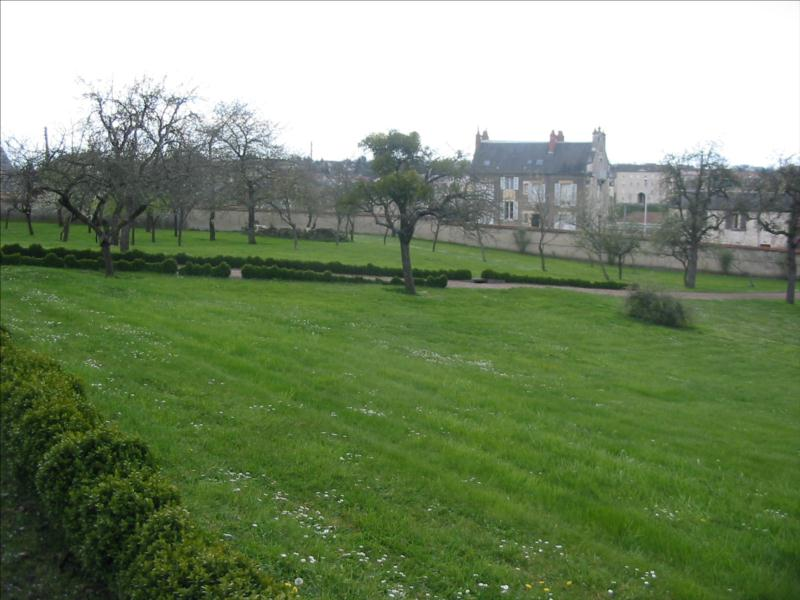
Une vue des jardins.
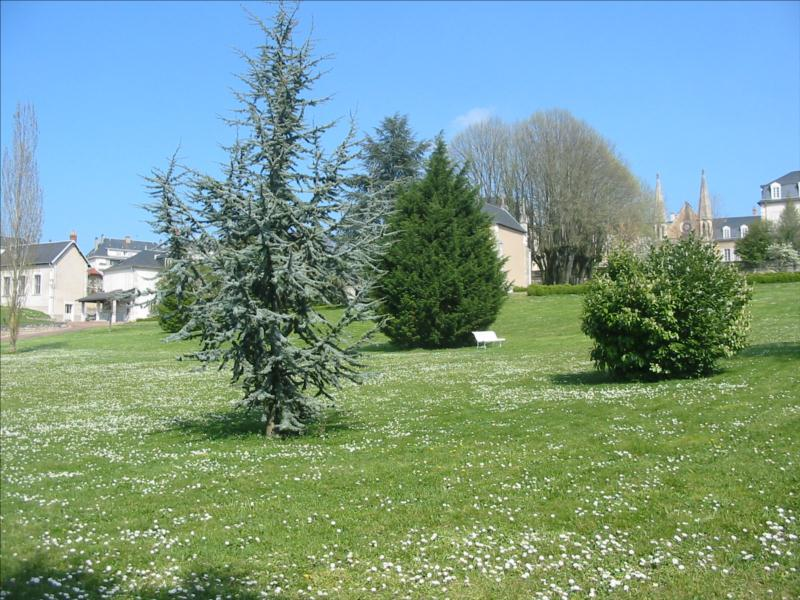
Une vue des jardins.
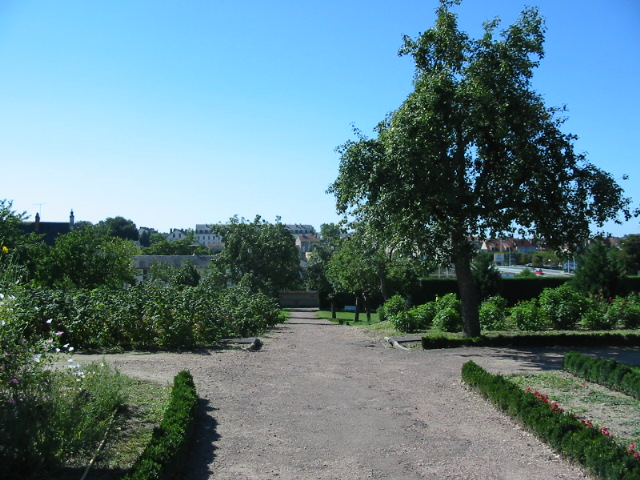
Une vue des jardins.

### La statue de Notre-Dame-des-Eaux
Les chemins jonchant les jardins mènent vers Notre-Dame-des-Eaux, statue devant laquelle Bernadette priait. Elle disait : « c'est elle qui me rappelle le plus la Vierge que j'ai vue ».

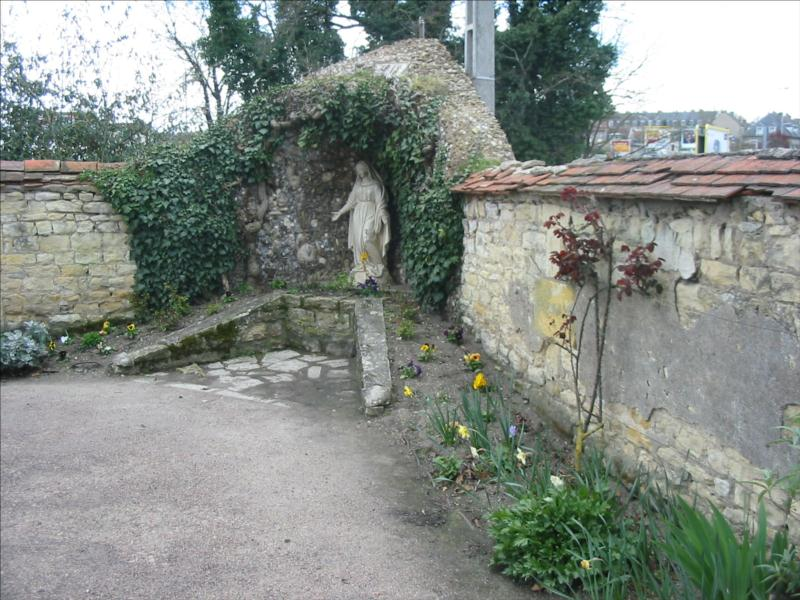
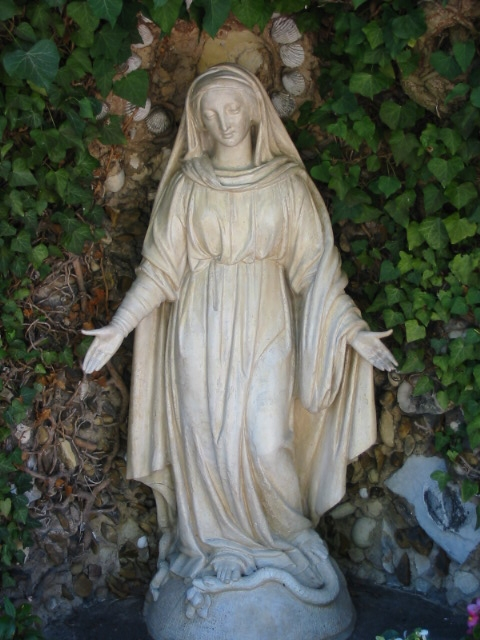